# Veyrignac
Veyrignac település Franciaországban, Dordogne megyében. Lakosainak száma 325 fő (2022. január 1.). Veyrignac Calviac-en-Périgord, Milhac, Saint-Cirq-Madelon, Groléjac, Carsac-Aillac, Sainte-Mondane és Fajoles községekkel határos.

## Népesség
A település népessége az elmúlt években az alábbi módon változott:
| Lakosok száma | 221  | 233  | 213  | 273  | 333  | 334  | 335  | 343  | 337  | 325  |
|               | 1968 | 1982 | 1990 | 2006 | 2013 | 2015 | 2017 | 2019 | 2020 | 2022 |